# Анаконды
Анако́нды, или водяные удавы (лат. Eunectes) — род змей подсемейства удавов. Насчитывает 4 вида, обитающих в тропических районах Южной Америки и на юге острова Тринидад.

## Этимология
Предполагается, что слово «анаконда» происходит от сингальского слова henakandayā (гремучая змея).

## Биологическое описание
Крупные удавы, длиной более 5 метров (для гигантской анаконды), обычно меньше. Тело вальковатое, массивное, окрашено в оливковые, оливково-буроватые или желтые тона с многочисленными или более редкими тёмными пятнами, брюхо значительно светлее. Голова массивная, с ноздрями и глазами более менее вверх направленными, что является приспособлением к водному образу жизни. Самки всегда крупнее самцов и нередко значительно превосходят их по размеру.

## Экология и образ жизни
Ведут полуводный образ жизни, населяя водоёмы (заводи и старицы рек, озёра, болота) со стоячей или медленно текущей водой, обычно богатые водной растительностью, служащей удавам для маскировки. Большую часть времени проводят в воде, изредка выбираясь на берег. Спаривание и роды могут происходить как в воде (чаще), так и на суше. Самка способна последовательно спариться с несколькими самцами. Яйцеживородящи. В одном помёте может быть более двух десятков детёнышей, размером до 70 см. Питаются любыми позвоночными животными подходящего размера — рыбой, земноводными, рептилиями (включая кайманов, игуан, других змей и черепах), птицами (цаплями, попугаями и др.) и различными млекопитающими, чаще околоводными или приходящими на водопой (капибары, выдры, молодые тапиры, пекари, агути и пр.), которых хватают и в воде, и у берега. Добычу утаскивают под воду и умертвив — заглатывают. Склонны к каннибализму. Естественных врагов у анаконд немного, главным образом у молодняка. На анаконд охотятся иногда ягуары,  кайманы, крокодилы и другие хищники, способные одолеть змею. Раненая анаконда может стать добычей пираний.  Очковый  медведь  иногда  охотится  на  молодых  особей  анаконд .

## Распространение
Населяют водоёмы бассейнов рек Амазонка, Ориноко, Парана, Парагвай, Риу-Нигру, а также на острове Тринидад.

## Дочерние таксоны
В роде анаконд 4 вида:
- Гигантская анаконда (Eunectes murinus) typus — самый крупный представитель рода, достигает в длину до 5 метров и более. Населяет всю тропическую часть Южной Америки к востоку от Анд: Венесуэлу, Бразилию, Колумбию, Эквадор, восточный Парагвай, северную Боливию, северо-восточный Перу, Гайану, Французскую Гвиану, а также остров Тринидад.
- Парагвайская анаконда (Eunectes notaeus) — длина взрослых особей как правило не превышает 3 м. Встречаются в Боливии, Парагвае, Уругвае, на западе Бразилии и Аргентины.
- Анаконда де Шауэнси (Eunectes deschauenseei) — встречается на северо-западе Бразилии.
- Eunectes beniensis — найдена в Боливии, открыта в 2002 Лутцом Дирксеном (Lutz Dirksen) и пока этот вид находится в процессе изучения. Таксономический статус вида не вполне ясен. Весьма схож с парагвайской анакондой (Eunectes notaeus) и в будущем может быть синонимизирован с этим видом[6].

## Опасность для человека
Несмотря на весьма крупные размеры (относится только к гигантской анаконде) для человека не представляют опасности. При встрече с человеком почти всегда стремятся скрыться и только будучи схваченными могут наносить неглубокие (имея достаточно короткие зубы, по сравнению с другими удавами), но обширные укусы, которые заживают обычно без каких-либо последствий.

## В террариумистике
Нередко содержатся как любителями-террариумистами, так и в коллекциях зоопарков. Это неприхотливые и неразборчивые в еде удавы, но довольно нервные и агрессивные, особенно молодые особи. Прекрасно размножаются в неволе (информация для Eunectes murinus и E. notaeus; по остальным двум видам нет данных, ввиду их редкости в коллекциях).